# William David Coolidge

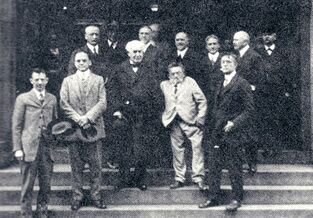
William David Coolidge
(vorne links, Aufnahme von 1923)

William David Coolidge (* 23. Oktober 1873 in Hudson (Massachusetts); † 3. Februar 1975 in Schenectady, New York) war ein US-amerikanischer Physiker.
Coolidge studierte am Massachusetts Institute of Technology (MIT), wo er bereits 1896 ein Röntgenstrahlen erzeugendes Gerät konstruierte. Ein Stipendium führte ihn von 1896 bis 1899 nach Leipzig, wo er auch promovierte. Nach seiner Rückkehr nach Massachusetts lehrte er am MIT, bevor er 1905 in das Forschungslabor von General Electric in Schenectady eintrat. 1932 wurde er Direktor des Forschungsinstitutes, dem er bis zu seinem Ausscheiden 1944 vorstand.
William David Coolidge entwickelte verformbare Wolframdrähte, die als Glühdrahtwendeln in Glühlampen Verwendung fanden. Diese spiralförmigen Wolframdrähte wurden 1913 von ihm auch in der nach ihm benannten Coolidge-Röhre, einer Glühkathoden-Vakuumröhre, durch die Röntgenstrahlen freigesetzt wurden, benutzt. Diese Röhre mit reproduzierbarer Strahlung (Intensität und Strahlungsqualität) wurde der Vorläufer fast aller heute noch verwendeten medizinischen Röntgenröhren, wenn auch ihre Entwicklung dazu noch bis Mitte der 1940er-Jahre dauerte.
Coolidge arbeitete während des Ersten Weltkrieges auch an Ortungsgeräten zur U-Boot-Erkennung, konzentrierte seine Arbeit dann jedoch wieder auf die Röntgentechnik, wobei er auch auf den Gebieten der Werkstoffprüfung und Krebsbehandlung arbeitete.

## Auszeichnungen
- 1915: Mitglied der American Academy of Arts and Sciences
- 1925: Mitglied der National Academy of Sciences
- 1927: AIEE Edison Medal
- 1938: Mitglied der American Philosophical Society
- 1939: Faraday-Medaille (IEE)
- 1963: Röntgen-Plakette der Stadt Remscheid